# 比什谢
比什谢，是匈牙利巴兰尼亚州所辖的一个村。总面积13.80平方公里，总人口241，人口密度17.5人/平方公里（2011年1月1日）。